# Giacomo Carboni
Giacomo Carboni (Reggio Emilia, 29 aprile 1889 – Roma, 2 dicembre 1973) è stato un generale italiano, direttore del Servizio informazioni militare (SIM) dal novembre del 1939 al settembre del 1940.

## Biografia

### Carriera militare
Nato da Giovanni, mazziniano di origine sarda, volontario delle guerre d'indipendenza italiane e, in seguito, ufficiale del Regio Esercito, e da Clorinda English, nata in Alabama (USA), Giacomo Carboni si iscrisse dapprima alla facoltà di Medicina, poi a quella di Giurisprudenza, dove si laureò. Iscrittosi all'Accademia militare di Modena, dove nel 1912 venne nominato sottotenente, partecipò alla guerra italo-turca come volontario, ottenendo la promozione a tenente per meriti di guerra nel 1913.
Divenuto capitano degli alpini, nel corso della prima guerra mondiale fu destinato al fronte dolomitico come addetto al comando nella 2ª divisione di fanteria, e venne decorato al valor militare. Dopo il conflitto, comandò l'81º Reggimento fanteria "Torino" a Roma nel 1936-37 e svolse una serie di operazioni speciali in Etiopia che lo avvicinarono al SIM (Servizio informazioni militare).
Il 1º luglio 1937 fu promosso generale di brigata e nominato vicecomandante a Spoleto della 22ª Divisione fanteria "Cacciatori delle Alpi".
Dal 3 novembre 1939 al 20 settembre 1940 fu a capo del Servizio informazioni militare (SIM), di cui fu anche Commissario straordinario dall'agosto al settembre 1943. Il 1º gennaio 1940 fu promosso generale di divisione.

### Seconda guerra mondiale

Ciano e Carboni

Su posizioni antitedesche durante i mesi precedenti la dichiarazione di guerra mantenne, per conto di Galeazzo Ciano e Pietro Badoglio relazioni con gli addetti militari di Francia, Gran Bretagna e Stati Uniti e redasse rapporti pessimistici sulle capacità militari italiana e germanica.
Nel periodo 1940-1941 fu comandante dell'Accademia militare di Modena. Successivamente comandante della 20ª Divisione fanteria "Friuli" (dicembre 1941 - novembre 1942), destinata all'attacco contro Malta.
Promosso generale di corpo d'armata (1º gennaio 1943) comandò dal 30 novembre 1942 il VII Corpo d'Armata in Corsica (occupata dalle truppe italiane dal novembre 1942 al settembre 1943).

### La caduta del fascismo
Richiamato a Roma come comandante del corpo d'armata motorizzato, Giacomo Carboni, insieme al generale Giuseppe Castellano, coadiuvò il Capo di Stato Maggiore generale Vittorio Ambrosio nell'iniziativa sorta in ambito militare finalizzata allo sganciamento dell'Italia dall'alleanza con la Germania e la sostituzione di Benito Mussolini con un elemento di spicco dell'esercito (Pietro Badoglio o, in subordine, Caviglia). Tale azione fu autonoma rispetto a quella interna al Partito fascista, capeggiata da Dino Grandi, che si concretizzò con l'Ordine del Giorno presentato al Gran Consiglio del Fascismo e messo ai voti nella notte tra il 24 e il 25 luglio del 1943. Entrambe le iniziative contarono sull'intervento decisivo del sovrano.
Il piano che condusse all'arresto dell'ex capo del Governo, nel pomeriggio del 25 luglio 1943 fu elaborato da Castellano con la collaborazione dello stesso Carboni e prevedeva l'introduzione di un'autoambulanza in Villa Savoia, con l'assenso del Ministro della Real Casa Pietro d'Acquarone e l'ordine a cinquanta carabinieri di arrestare Mussolini. Ambrosio fu preventivamente informato e non si oppose.
Il 18 agosto 1943 Carboni fu nominato da Badoglio direttore del SIM, carica che mantenne sino alla capitolazione delle forze armate italiane l'8 settembre 1943. In tale veste entrò a far parte del Consiglio della Corona, presieduto dal sovrano, cui erano deputate le decisioni politiche più importanti; di tale organismo facevano parte anche il Maresciallo Badoglio, il Capo di Stato Maggiore generale Ambrosio e il Capo di Stato Maggiore dell'Esercito Mario Roatta, in ruoli paritari e subordinati al re. Al contempo, Carboni fu posto da Ambrosio al comando del Corpo d'Armata Motocorazzato a difesa di Roma.
Il 1º settembre 1943, in una riunione "allargata" del Consiglio della Corona, cui parteciparono anche il Ministro degli Esteri Raffaele Guariglia e il Ministro della Real Casa Pietro d'Acquarone, in rappresentanza del re che, inspiegabilmente, era assente, fu ascoltato il generale Castellano, di ritorno dalla Sicilia dove aveva contattato i plenipotenziari degli Stati Uniti per trattare la resa dell'Italia. Nonostante le obiezioni del generale Carboni, l'armistizio  fu accettato e, il giorno 3 settembre successivo, a Cassibile, Giuseppe Castellano poté sottoscrivere la conclusione della guerra tra l'Italia e le potenze alleate.

### L'8 settembre
Quattro giorni dopo (7 settembre 1943), in assenza del Capo di Stato Maggiore Generale, Vittorio Ambrosio, a Torino per motivi familiari ( come egli sostenne), Carboni ricevette i due ufficiali americani, il generale Maxwell Taylor e il colonnello William Gardiner, i quali comunicarono che, l'indomani, alle 18.30, doveva essere resa nota l'avvenuta sottoscrizione dell'armistizio e nel frattempo si dovevano concordare i particolari dell'Operazione Giant 2 per la difesa di Roma. Carboni fu preso dal panico e, contrariamente a quanto assicurato ad Ambrosio il giorno prima, sostenne con forza che lo schieramento italiano non avrebbe potuto resistere più di sei ore alle truppe tedesche. Il colloquio si trasferì allora nella residenza di Badoglio che, data l'ora tarda, fu appositamente svegliato e dove il comandante dei servizi segreti riuscì a convincere il Capo del governo del suo punto di vista. Badoglio richiese per radiogramma l'annullamento dell'Operazione Giant 2 e il rinvio della proclamazione dell'armistizio al generale Eisenhower, che però, dalle onde di Radio Algeri, rese nota la stipula dell'armistizio tra l'Italia e le forze alleate all'ora prevista.
Alle 18.45 dell'8 settembre 1943, rientrato Ambrosio nella mattinata, si tenne un'ulteriore concitata riunione del "cosiddetto" Consiglio della Corona, ove, nonostante i dubbi di alcuni (Sorice, Sandalli, Guariglia) e la contrarietà del generale Carboni,   il re infine decise di accettare lo stato di fatto e il Capo del governo fu incaricato di comunicare alla nazione la conclusione della resa. L'annuncio del Maresciallo Badoglio avvenne un'ora dopo, dai microfoni dell'EIAR.
La sera stessa, Carboni consegnò ai leader dell'opposizione Luigi Longo, Roberto Forti e Antonello Trombadori due autocarri carichi di fucili, pistole e munizioni, permettendo ad un certo numero di civili di unirsi ai militari durante la difesa di Porta San Paolo.
Alle ore 5.15 del 9 settembre,  a battaglia in corso , il generale Mario Roatta impartì al generale Carboni l'ordine di spostare su Tivoli parte del Corpo d'Armata Motocorazzato posto alla difesa mobile di Roma (135ª Divisione corazzata "Ariete II" e 10ª Divisione fanteria "Piave") e di disporvi una linea di fronte escludente la difesa della Capitale. Roatta informò inoltre Carboni che a Tivoli avrebbe ricevuto ulteriori ordini dallo Stato Maggiore che si sarebbe provvisoriamente insediato a Carsoli. Più tardi pervenne a Carboni il formale ordine scritto con il quale lo si nominava anche comandante di tutte le truppe dislocate in Roma. Nel frattempo (dalle ore 5.30 in poi), Vittorio Emanuele III e la sua famiglia, il Primo Ministro, Maresciallo Badoglio, i capi di Stato maggiore Ambrosio e Roatta (in abiti civili) , e i ministri militari (tranne il generale Sorice) si erano messi in viaggio sulla Tiburtina alla volta di Pescara.
Poco dopo le ore 7.30, indossati abiti civili e presa con sé la cassa del servizio informazioni, Carboni si recò con auto diplomatica a Tivoli -come egli sostenne- per organizzare il nuovo schieramento di truppe e ricevere ulteriori ordini. Secondo la sua difesa, non riuscendo a rintracciare Roatta, invece di raggiungere il suo Comando, proseguì sino ad Arsoli dove apprese che la colonna dei sovrani e del Maresciallo Badoglio era ormai lontana. Rimase alcune ore ospite del produttore Carlo Ponti, presso il castello del conte Massimo, sino a quando il suo aiutante di campo non gli comunicò che l'ordine di Roatta delle ore 5.15 era stato confermato e, pertanto, provvide a riportarsi a Tivoli, la sera del 9 settembre, dove si era insediato il comando del Corpo d'Armata. Nel frattempo, a Roma, in virtù del grado gerarchicamente più elevato, il Maresciallo Enrico Caviglia, di sua iniziativa aveva assunto il ruolo di comandante in capo e di fatto anche quello di capo del governo d'intesa con il Ministro della Guerra Antonio Sorice e stava procedendo a contattare i tedeschi per la cessazione del fuoco.

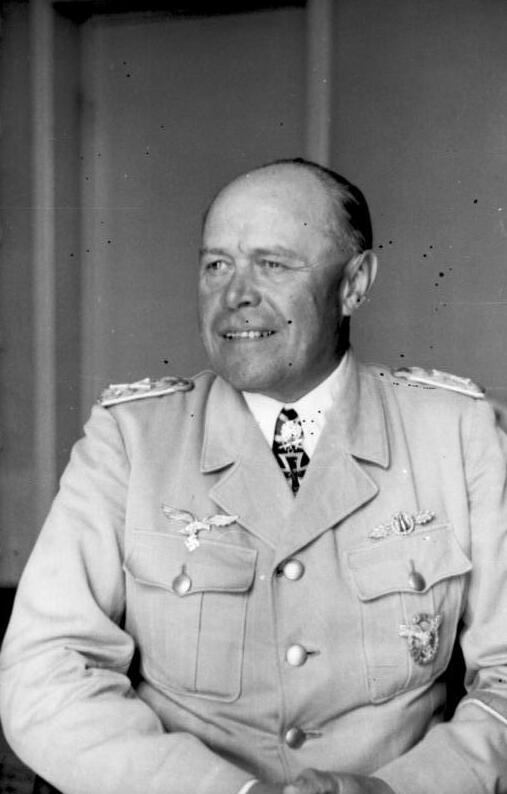
Il generale Albert Kesselring

Alle ore 14.00, a Tivoli, Carboni incontrò il colonnello Giuseppe di Montezemolo, inviato da Caviglia, mentre l'Ariete e la Piave stavano iniziando il ripiegamento previsto. Non sembra che Montezemolo sia stato particolarmente esplicito nel comunicare a Carboni le intenzioni di Caviglia di trattare con i tedeschi. Nel primo pomeriggio del 9 settembre, Carboni dette ordine alla Divisione Granatieri di Sardegna, che stava combattendo la 2ª Divisione Paracadutisti tedesca al Ponte della Magliana, di resistere ad oltranza e alle divisioni Ariete e Piave di predisporsi, a sud, per prendere alle spalle la "paracadutisti" e a nord, per tagliare la strada alla 3ª Divisione Panzergrenadier che stava sopraggiungendo dalla Via Cassia.
Mentre ciò avveniva, Montezemolo e il generale Giorgio Carlo Calvi di Bergolo, a Frascati, incontravano il comandante tedesco, il feldmaresciallo Albert Kesselring che chiese, quali condizioni per il prosieguo delle trattative, la resa dell'intero Corpo d'Armata Motocorazzato italiano. In seguito ai contatti presi fra gli alti comandi italiano e tedesco, tra le 16.00 e le 17.00 del 9 settembre, da Roma, fu verbalmente ordinato alla Granatieri di Sardegna di lasciare il conteso ponte della Magliana per un concordato transito delle truppe germaniche verso il nord. In serata, le nuove posizioni su cui si erano attestati i granatieri furono nuovamente investite dalla divisione tedesca che continuò a procedere verso il centro di Roma.
La mattina del 10, Carboni rientrò nella Capitale ormai assediata, installando il suo personale Comando in un appartamento di Piazzale delle Muse e trovò le strade tappezzate di manifesti, fatti stampare da Caviglia, che avvertivano la popolazione che le trattative con i tedeschi erano a buon punto. L'accordo di resa fu firmato al Ministero della Guerra alle ore 16.00 del 10 settembre, tra il tenente colonnello Leandro Giaccone, per conto del generale Calvi di Bergolo e il generale Siegfried Westphal, per conto di Kesselring.
Dopo la resa, Carboni fece distruggere buona parte degli archivi del SIM, custoditi nelle due sedi di Forte Braschi e Palazzo Pulcinelli, occultandone una parte superstite nelle catacombe di San Callisto 

#### Le accuse
Nonostante la resa, lo storico Ruggero Zangrandi ritiene il generale Giacomo Carboni il vero vincitore della "battaglia di Roma" del 1943, per aver impedito alle efficienti 2ª Divisione Paracadutisti e 3ª Divisione Panzergrenadier, tenendole completamente impegnate, di ricongiungersi al resto dell'armata germanica nei pressi di Salerno, permettendo così agli anglo-americani di effettuare lo sbarco sulla Piana del Sele del 9 settembre 1943, già di per sé difficoltoso e ampiamente contrastato. Tuttavia la maggior parte degli autori, storici e memorialisti (Monelli, Caviglia, Castellano, Musco, Marchesi, Trionfera, Montanelli, Bartoli, Susanna Agnelli, Bertoldi, Petacco, Aga Rossi) ritengono riprovevole l'operato di Carboni, specialmente nei giorni 7, 8, 9 e 10 settembre.
Nel giugno 1944 venne spiccato nei suoi confronti un mandato di cattura per la mancata difesa di Roma, ma eluse il provvedimento e si rese latitante grazie, si ipotizza, alle protezioni dei servizi di Intelligence degli Alleati anglosassoni, in particolare l'OSS americano. 
La Commissione d'inchiesta chiese il suo deferimento e fu posto in congedo assoluto con decreto luogotenenziale 1º marzo 1945).

### Nel dopoguerra
Finita la guerra venne processato in contumacia e, il 19 febbraio 1949, venne assolto dal tribunale militare da ogni accusa per aver adottato "determinazioni indirizzate all'intendimento di arrestare fuori dalle porte della Capitale l'invasione ad opera delle forze germaniche". Nel 1951, il precedente ordine di congedo assoluto emesso nei suoi confronti venne annullato e fu deciso il suo trasferimento nella riserva.
Nel secondo dopoguerra, Carboni si avvicinò ai partiti della sinistra - aderì infatti al PCI - e fornì loro numerosi faziosi elementi di lettura sulla Intelligence italiana, dal SIM al SIFAR nel quale non aveva mai militato. Si schierò su posizioni antiamericane e bocciò sia la NATO che la CED, considerando quest'ultima una «frode» bella e buona per mortificare ancora una volta la dignità nazionale dell’Italia sotto l’egida di un riarmo tedesco.
Giacomo Carboni fece parte della Massoneria.

## Opere principali
- L'armistizio e la difesa di Roma. Verità e menzogne, De Luigi, Roma 1945;
- Più che il dovere. Storia di una battaglia italiana 1937-1951, Danesi, Roma 1952;
- Memorie segrete 1935-1948, Parenti, Firenze 1955.
- Le verità di un generale distratto sull'8 settembre, Roma, 1966